# Ilha Yunaska
Yunaska (Yunax̂sxa na língua aleúte, e Юнаска (Yunaska), em russo) — é uma ilha desabitada do arquipélago das Ilhas das Quatro Montanhas, nas Ilhas Aleutas, Alasca, Estados Unidos da América. É a maior em área das ilhas das Quatro Montanhas, e mede 19,5 km de comprimento por 18,6 km de largura, situando-se entre a ilha Herbert e a ilha Chagulak.
A ilha é formada por duas montanhas vulcânicas, com um vale entre elas. A montanha ocidental é composta por quatro estratovulcões sobrepostos e erodidos, com um campo de cone de cinzas no extremo oeste. Não tem sido historicamente ativo. A montanha oriental é um grande vulcão em escudo com duas caldeiras de cume sobrepostas, que teve uma erupção pela última vez em 1937.